# Evaldo Carvalho dos Santos
Dom Evaldo Carvalho dos Santos CM (Fortaleza, 9 de março de 1969) é bispo católico brasileiro nomeado para assumir a Diocese de Viana.

## Biografia
Natural de Fortaleza, no Ceará, padre Evaldo nasceu em 09 de março de 1969, o oitavo dos dez filhos de Maria Elisabete Carvalho dos Santos e José Ferreira dos Santos, ambos falecidos. Cursou Filosofia e Teologia no Instituto de Pastoral Regional, em Belém (PA). Fez Especialização em Serviço Social, Políticas Públicas e Direitos Sociais, pela Universidade Estadual do Ceará (UECE).
Ordenado presbítero em 10 de janeiro de 1998, em Fortaleza, Padre Evaldo já exerceu as funções de Superior Provincial da Província de Fortaleza da Congregação da Missão, de 2010 a 2016; Diretor do Seminário da Província de Fortaleza (Propedêutico, Filosofia e Teologia) no período de 2000 a 2008; Membro da Diretoria da Conferência dos Religiosos do Brasil (CRB) – Núcleo Fortaleza, de 2000 a 2003; Pároco da Paróquia São Pedro e São Paulo, em Fortaleza, 2009, 2016 a 2018;  Vigário Paroquial da Paróquia Nossa Senhora dos Remédios, em Fortaleza, de 2010 a 2013; Pároco da Paróquia Santo Antônio, em Quixeramobim, Ceará, e Vigário Forâneo da Forania II, na Diocese de Quixadá, de 2018 a 2019.
Com a nomeação, Dom Evaldo é o sexto bispo a assumir a Diocese de Viana, vacante desde a saída de Dom Sebastião Lima Duarte, transferido para a Diocese de Caxias do Maranhão, em dezembro de 2017.

## Brasão episcopal

#### Descrição Interpretativa do Brasão
O escudo como um todo representa a índole pessoal, vocacional e pastoral de Dom Evaldo Carvalho dos Santos. O brasão representa, também, a tríplice missão episcopal: santificar, reger e ensinar.
No primeiro campo encontram-se representados as letras “S” e “V” cuja simbologia remete a figura de São Vicente, fundador da Congregação da Missão, na qual a vida de Sua Excelência foi consagrada no serviço dos pobres e da missão.
Inseridos no segundo campo estão um rio e uma colina, encimada por uma palmeira que representa características fundamentais da região diocesana de Viana, o chão no qual Dom Evaldo inicia seu ministério episcopal.
Por conseguinte, na parte inferior do escudo, encontra-se um monograma mariano ladeado por doze estrelas. Remete-se, pois à Maria, Mãe de Jesus e da Igreja sob cujo patrocínio é colocado a sua missão pastoral. Outrossim, simboliza a devoção pessoal do bispo, tendo Maria como padroeira da Congregação da Missão e da Diocese de Viana.
O pelicano, situado no último campo, simboliza a entrega da vida e missão episcopal em favor de seu rebanho em sintonia com a essência do Evangelho de Jesus Cristo e pontificado do Papa Francisco.

O lema episcopal de Dom Evaldo Carvalho dos Santos inscrito no seu brasão “Quia Misericordiam” – Quero misericórdia – (Mateus 9, 13) representa a égide sob a qual a missão de um bispo se fundamenta, isto é, oferecer a Misericórdia Divina em favor do rebanho confiado ao seu zelo pastoral.